# 服务器
服务器指：
- 一个管理资源并为用户提供服务的计算机软件，通常分为文件服务器（能使用户在其它计算机存取文件），数据库服务器和应用程序服务器。
- 运行以上软件的计算机，或稱為網路主機（host）。

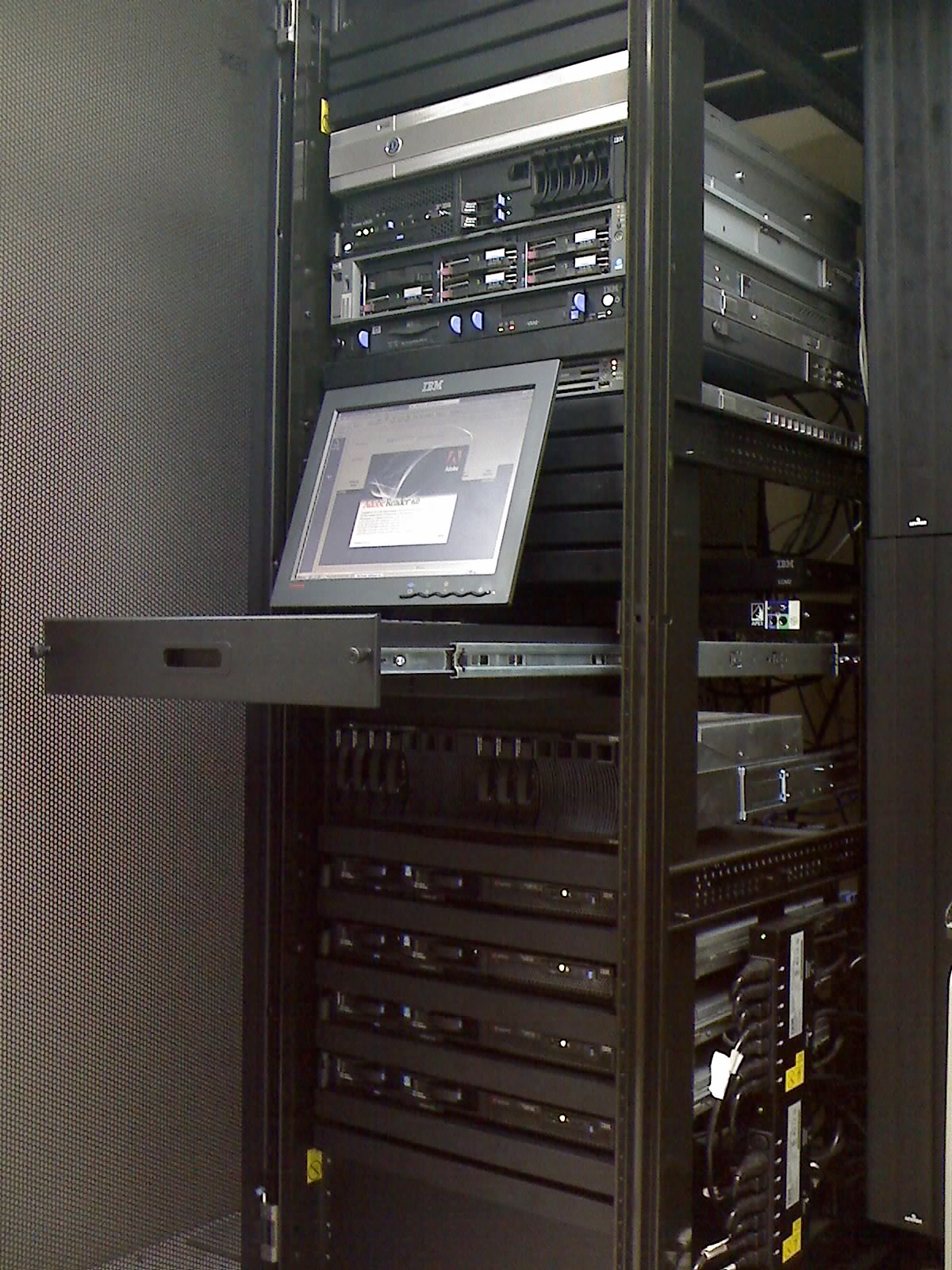
機架式伺服器

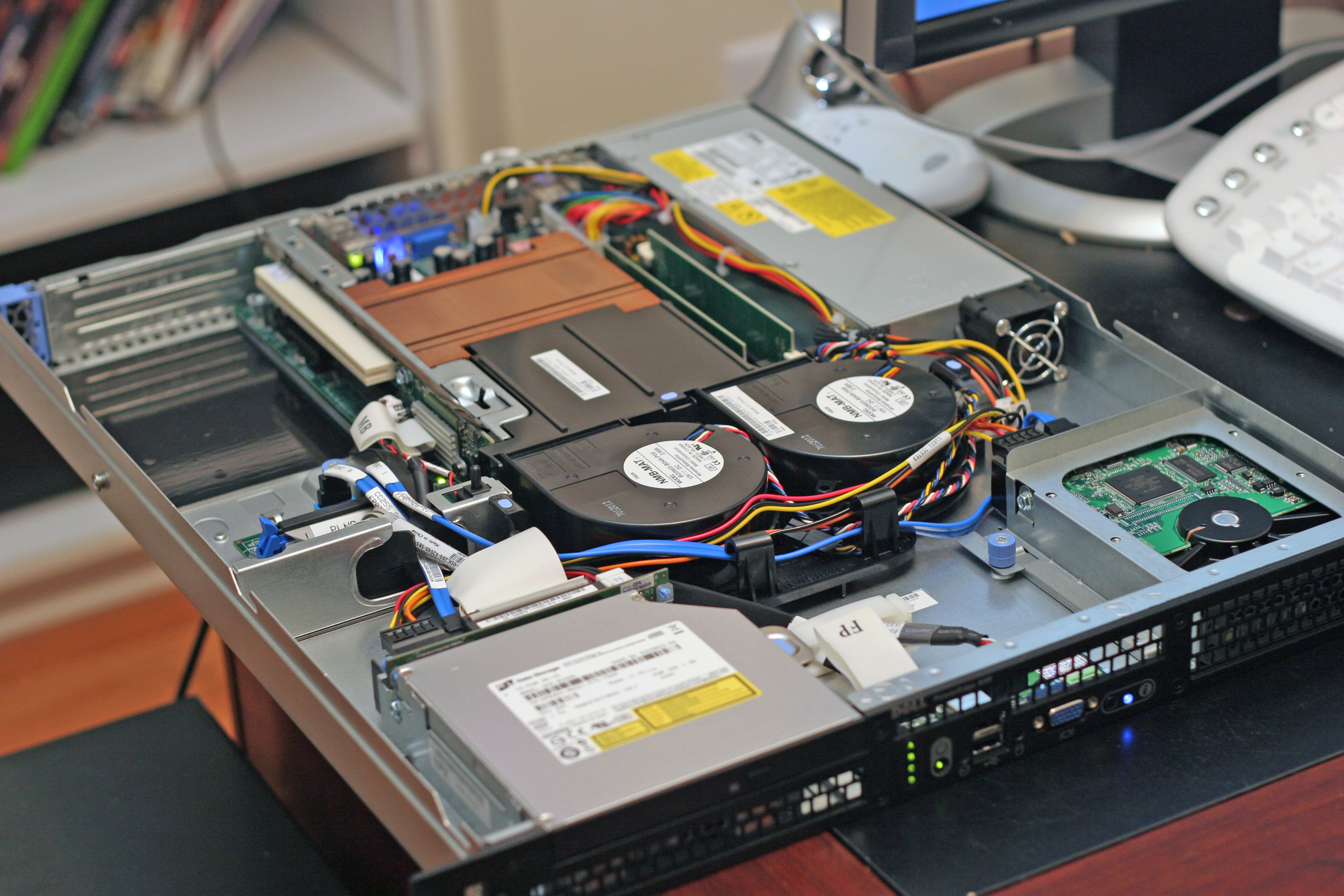
一台機架伺服器(Rack)內部

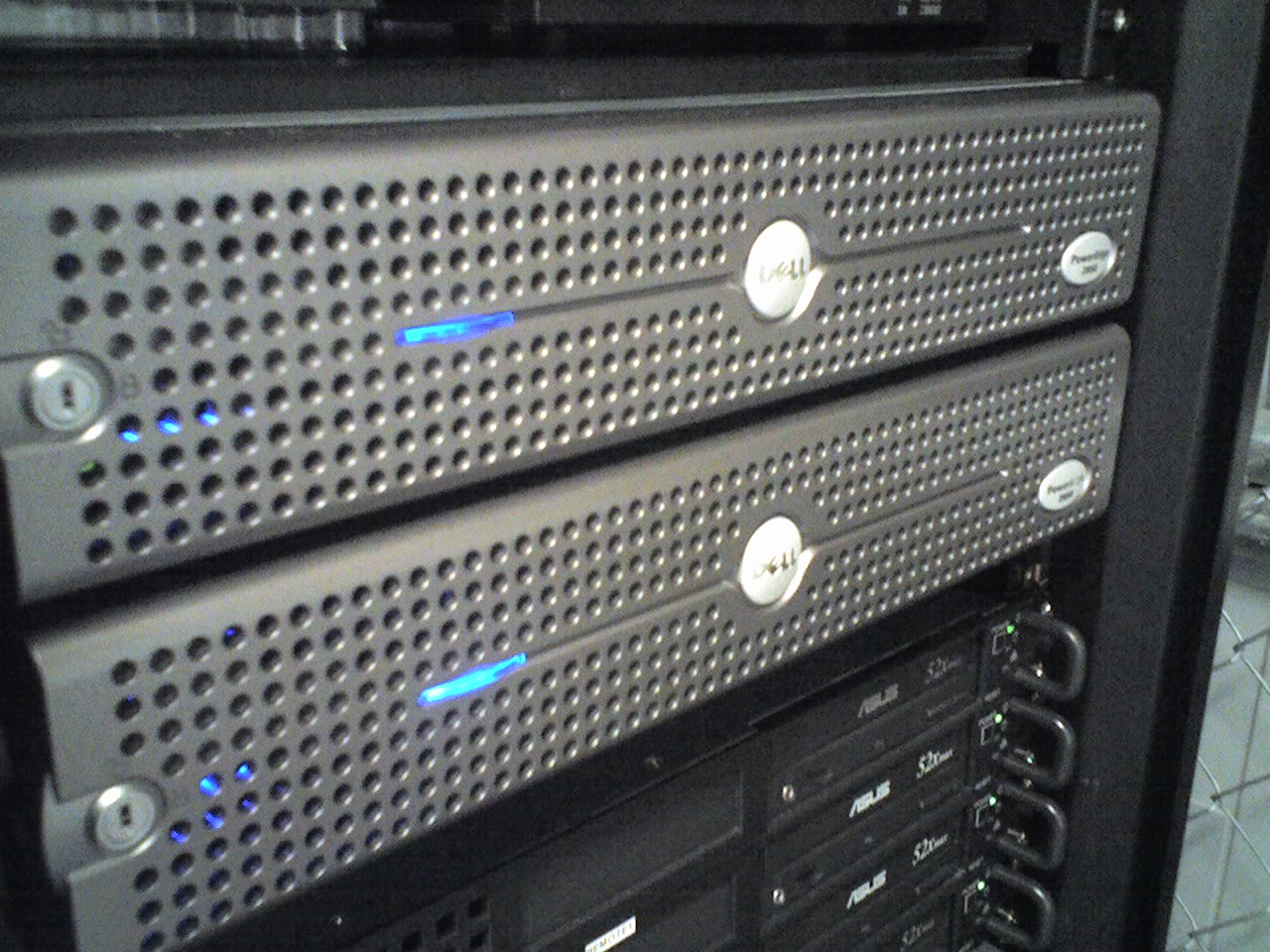
戴爾PowerEdge機架伺服器(Rack)

服务器通常以網路作为媒介，既可以通过內聯網对内提供服务，也可以通过互聯網对外提供服务。伺服器的最大特点就是其强大的运算能力或是具備大量磁碟儲存空間的電腦，使其能在短时间内完成大量工作及負載大量的檔案資料儲存，并为大量用户提供服务。20世纪90年代之後，随着调制解调器技术的发展，互联网由窄頻的電話撥接，升級成為寬頻網絡，這代表着以信息高速公路为象征的網路新時代來臨。互联网普及同時改變了電腦使用者習慣，更大大普及網路聯絡傳訊的方式，从文字到图片，再到视频，服务器所能完成的工作也越来越复杂。而雲端計算、大數據時代造就了各種新型態行業，如電子商務、網路商店、網路購物、網路拍賣、網路行銷、網路遊戲、網頁設計、網誌，以及越來越普遍性的雲端資料庫。標準伺服器（server）及檔案伺服器（NAS）的普及正在時時優化及改變現有人類的生活。

## 定义
有时，这两种定义会引起混淆，如网页服务器。它可能是指用于网站的计算机，也可能是指像Apache这样的软件，运行在这样的计算机上以管理网页组件和回应网页浏览器的请求。
伺服器的构成包括中央处理器、硬盘、内存等，和通用的计算机架构类似，但是由于需要提供高可靠的服务，因此在处理能力、稳定性、可靠性、安全性、可扩展性、可管理性等方面要求较高。
在网络环境下，根据服务器提供的服务类型不同，分为文件服务器，数据库服务器，应用程序服务器，Web服务器等。

## 服务器（硬件和作業系統）
服务器作为硬件来说，通常是指那些具有较高计算能力，能够提供给多个用户使用的计算机。服务器与PC机的不同点很多，例如PC机在一个时刻通常只为一个用户服务。服务器与主機不同，主机是通过终端给用户使用的，服务器是通过网络给客户端用户使用的，所以除了要擁有終端裝置，還要利用網路才能使用伺服器電腦，但用戶連上線後就能使用伺服器上的特定服務了。
和普通的個人電腦相比， 服务器需要连续的工作在7×24小时环境。这就意味着服务器需要更多的稳定性技术RAS，比如支持使用ECC記憶體。
根据不同的计算能力，服务器又分为工作组级服务器，部门级服务器和企业级服务器。服务器操作系统是指运行在服务器硬件上的操作系统。服务器操作系统需要管理和充分利用服务器硬件的计算能力并提供给服务器硬件上的软件使用。
现在，市场上有很多服务器操作系统。类Unix操作系统是Unix的后代，大多为作服务器平台
设计。常见的此类类Unix操作系统有各种Linux发行版（如红帽企业Linux、SUSE）、AIX、IRIX、Solaris、BSD（如OpenBSD、NetBSD）、和SCO OpenServer。微软也推出了Windows Server，如Windows NT 4.0 Server、Windows 2000 Server、Windows Server 2003、Windows Server 2008、Windows Server 2008 R2、Windows Server 2012、Windows Server 2012 R2、Windows Server 2016、Windows Server 2019、Windows Server 2022。

## 服务器分类（软件）
服务器软件的定义如前面所述，服务器软件工作在客户端-服务器或浏览器-服务器的方式，有很多形式的服务器，常用的包括：
- 文件服务器（Files server）或網路儲存設備（network attached storage NAS）；
- 数据库服务器（database server）——如Oracle数据库服务器，MySQL，MariaDB，PostgreSQL，Microsoft SQL Server，MongoDB，Redis等；
- 邮件服务器（mail server）——Sendmail、Postfix、Qmail、Microsoft Exchange、Lotus Domino、dovecot等；
- 網頁伺服器（Web server）——如Apache、lighttpd、nginx、微软的IIS等；
- FTP服务器（FTP server）——Pureftpd、Proftpd、WU-ftpd、Serv-U、vs-ftpd等；
- 域名服务器（DNS server）——如BIND等；
- 网络录像服务器 （NVR Server）网络录像机是一种能处理监控视频流数据的专业型服务器。一般用于存储大型的CCTV的闭路电视的监控网络的视频流数据。
- 應用程式伺服器（application server/AP server）——如Bea公司的WebLogic、JBoss、Sun的GlassFish；
- 代理服务器（proxy server）——如Squid cache；
- Active Directory伺服器；
- 其他，如Minecraft遊戲伺服器等。

## 外型
伺服器常見的外型有四種：塔式伺服器、機架伺服器（rack）、刀鋒伺服器（blade server）、机柜式。

## 安全性
伺服器常遭到駭客攻擊，所以伺服器都要不定時的去做檢查。
若無有效防火牆管理，或是未做系統漏洞更新，伺服器更易成为攻击者的目标。工作場所的伺服器是不法者所特別注視的目標。